# Paxillus involutus
Paxillus involutus (1838), din încrengătura Basidiomycota în familia Paxillaceae și de genul Paxillus, pe vremuri rânduit sub bureții savuroși, este între timp calificat ca ciupercă otrăvitoare care poate provoca intoxicări letale. El coabitează, fiind un simbiont micoriza (formează micorize pe rădăcinile arborilor). Soiul este numit în popor burete porcesc și se dezvoltă în România, Basarabia și Bucovina de Nord foarte des în păduri de conifere, și de foioase prin locuri ierboase, câteodată chiar și pe cioturi în putrefacție, în grupuri mici. Găsim specia deja din primăvară, dar perioada favorită de dezvoltare o are în vara târzie, de la sfârșitul lui august, până în noiembrie.

## Taxonomie

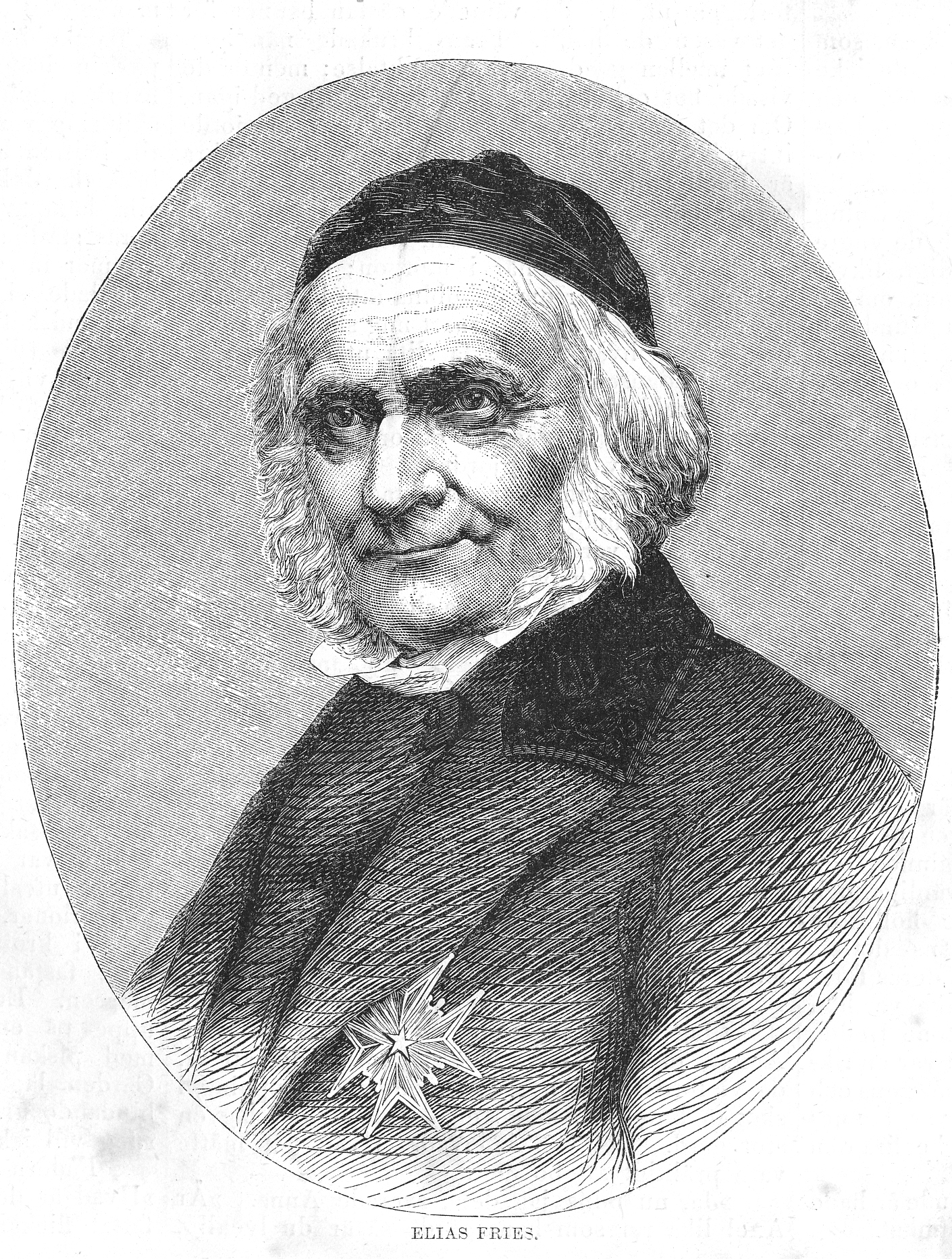
E. M. Fries

Acest burete a fost descris sub diverse denumiri foarte des, în total de 21 de ori (inclus forme și variații inexistente). Aici cele mai importante:
În anul 1785, buretele a fost pomenit pentru prima dată de naturalistul francez Pierre Bulliard  ca Agaricus contiguus în volumul V al operei sale Herbier de la France ou, Collection complette des plantes indigenes de ce royaume și redenumit numai un an mai târziu de micologul german August Batsch (1761-1802) în volumul al 2-lea al lucrării sale Elenchus Fungorum ca Agaricus involutus. Doi ani mai târziu, în 1788, naturalistul englez James Bolton (1735-1799) a descris o ciupercă sub denumirea Agaricus adscendibus care, după Index fungorum, ar fi identică cu buretele porcesc.
În anul 1821, cunoscutul botanist englez Samuel Frederick Gray l-a descris în volumul I al cărții sale A natural arrangement of British plants sub denumirea Omphalia involuta, până, în sfârșit, marele savant Elias Magnus Fries i-a dat numele recent de Paxillus involutus în opera sa Epicrisis systematis mycologici din 1838. Ultima redenumire a fost propusă de micologul german Gottlob Ludwig Rabenhorst (1806-1881) ca  Rhymovis involuta care însă a fost respinsă.

## Descriere

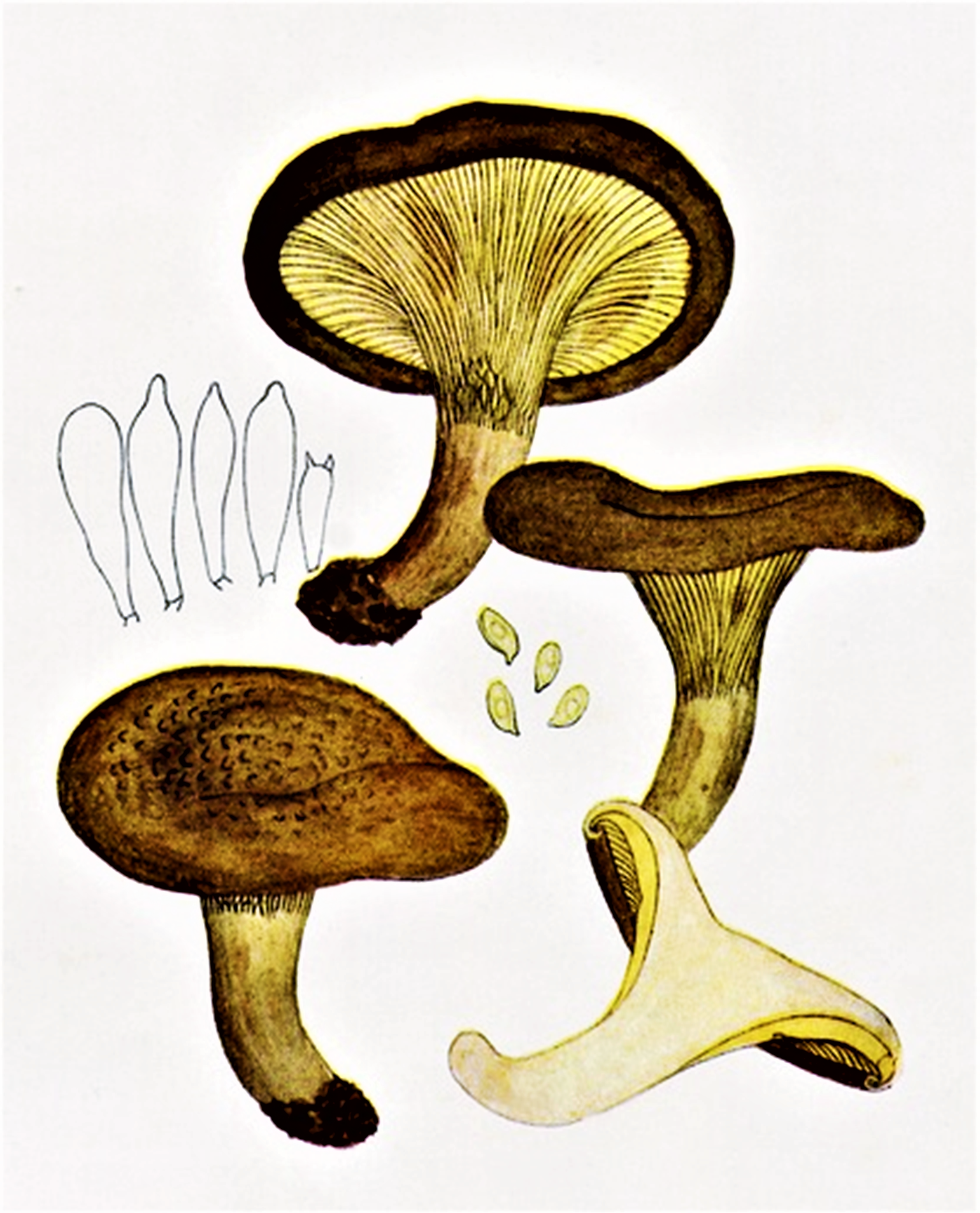
Bres.: Paxillus involutus

Buretele porcesc este o ciupercă cu lamele înrudită totuși cu hribii. Originară emisferei nordice, a fost introdusă involuntar în Australia și Noua Zeelanda odată cu transporturile de pomi caracteristice Europei, astfel azi cunoaște o răspândire mult mai largă.
- Pălăria: are un diametru de 4-10 cm, este la început convexă și apoi din ce în ce mai plată, cu o adâncitură largă în mijloc. La exemplarele tinere marginea este răsucită în jos. Cuticula este catifelata în special pe marginea exterioară, lucioasă și puțin lipicioasa pe vreme umedă. Culoarea pălăriei variază de la ocru la galben, la brun-măsliniu și chiar roșcat.
- Lamelele: sunt mult decurente de-a lungul piciorului, foarte dese, puțin dezvoltate în înălțime, relativ despicate și unite între ele prin firișoare subțiri care formează din loc în loc mici scobituri. Se detașează cu multă ușurință de pălărie. Lamelele sunt galben-deschise sau ocru, iar când sunt frecate între degete capătă o culoare brun-roșcată care se ia pe pielea degetelor.
- Piciorul: are o lungime de 4-6 cm și o lățime de 1-2 cm,  fiind conic, relativ subțiat la bază, bont, câteodată curbat și uneori prins de pălărie în poziție ușor excentrică. Tija are aceleași variații coloristice cu pălăria, dar este uneori pătată în nuanțe mai închise.
- Carnea: este moale și apoasă, cu miros acru-acidulat sau de fructe și cu gust ușor amărui, dar plăcut. Ea este de culoare gălbuie, dar după tăiere, în contactul cu aerul, devine brună, iar prin fierbere se înnegrește.
- Caracteristici microscopice: are spori elipsoidali, netezi, de culoare maroniu-mov sau maroniu-gălbui, având o mărime de 8-10 x 5-6 microni.[3][4]
- Reacții chimice: Carnea se colorează cu anilină galben-auriu, apoi portocaliu, cu Hidroxid de potasiu maroniu și cu sulfat de fier imediat verde.[10][11]

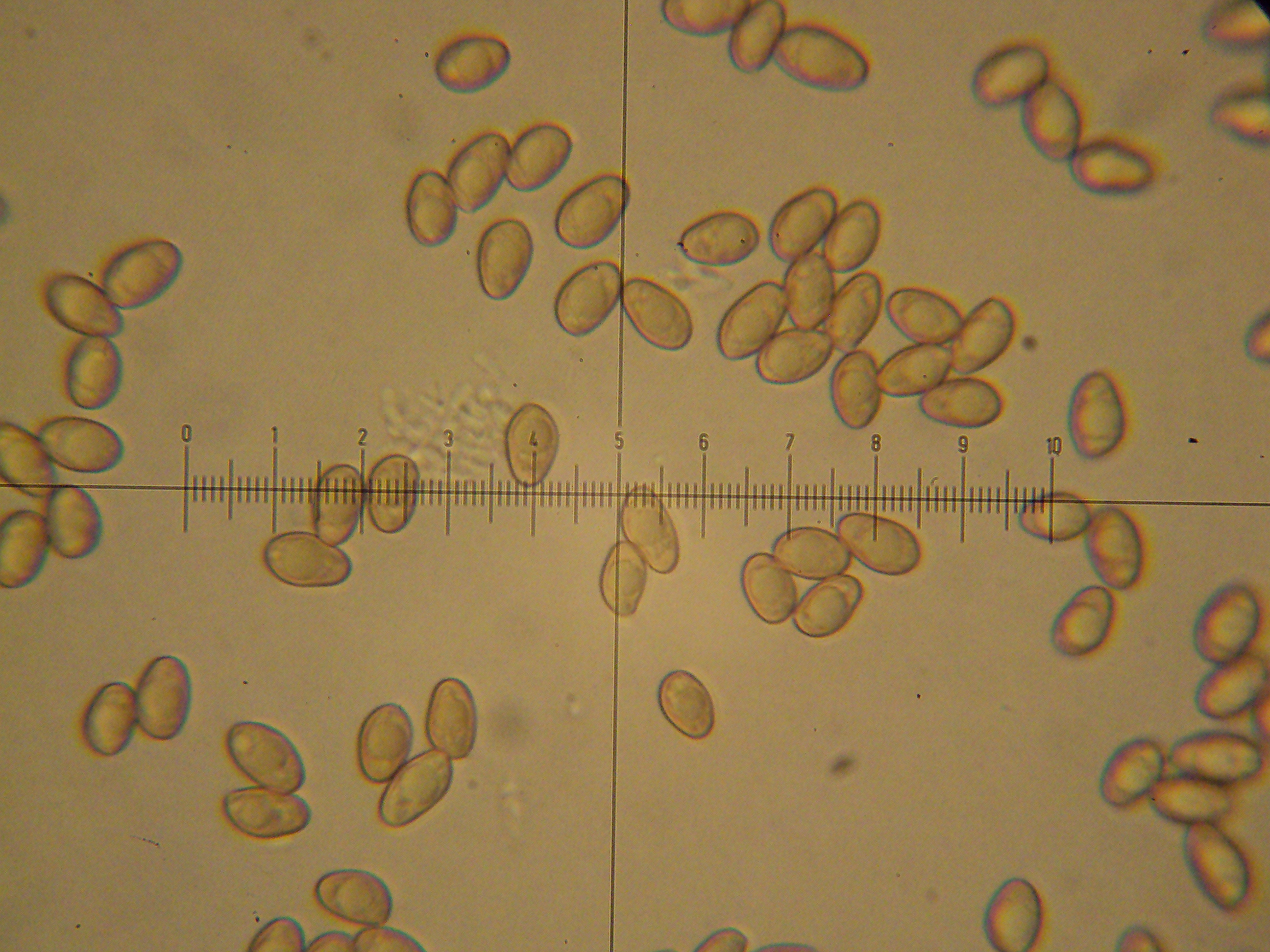
P. involutus, spori
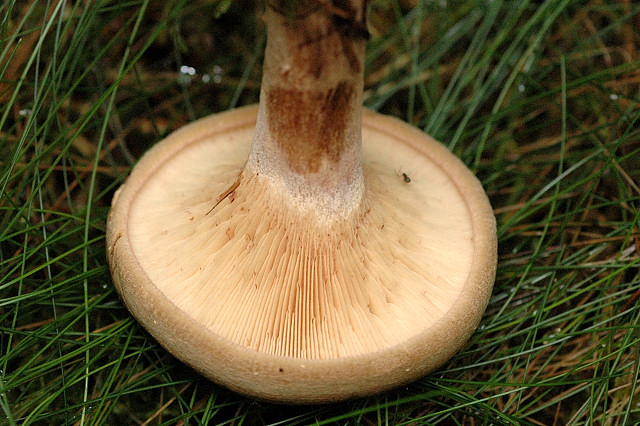
P. involutus mai tânăr: lamele și picior
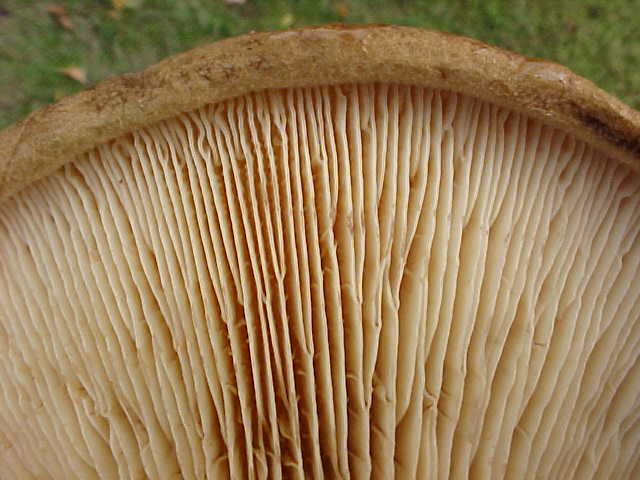
P. involutus, lamele din apropiere
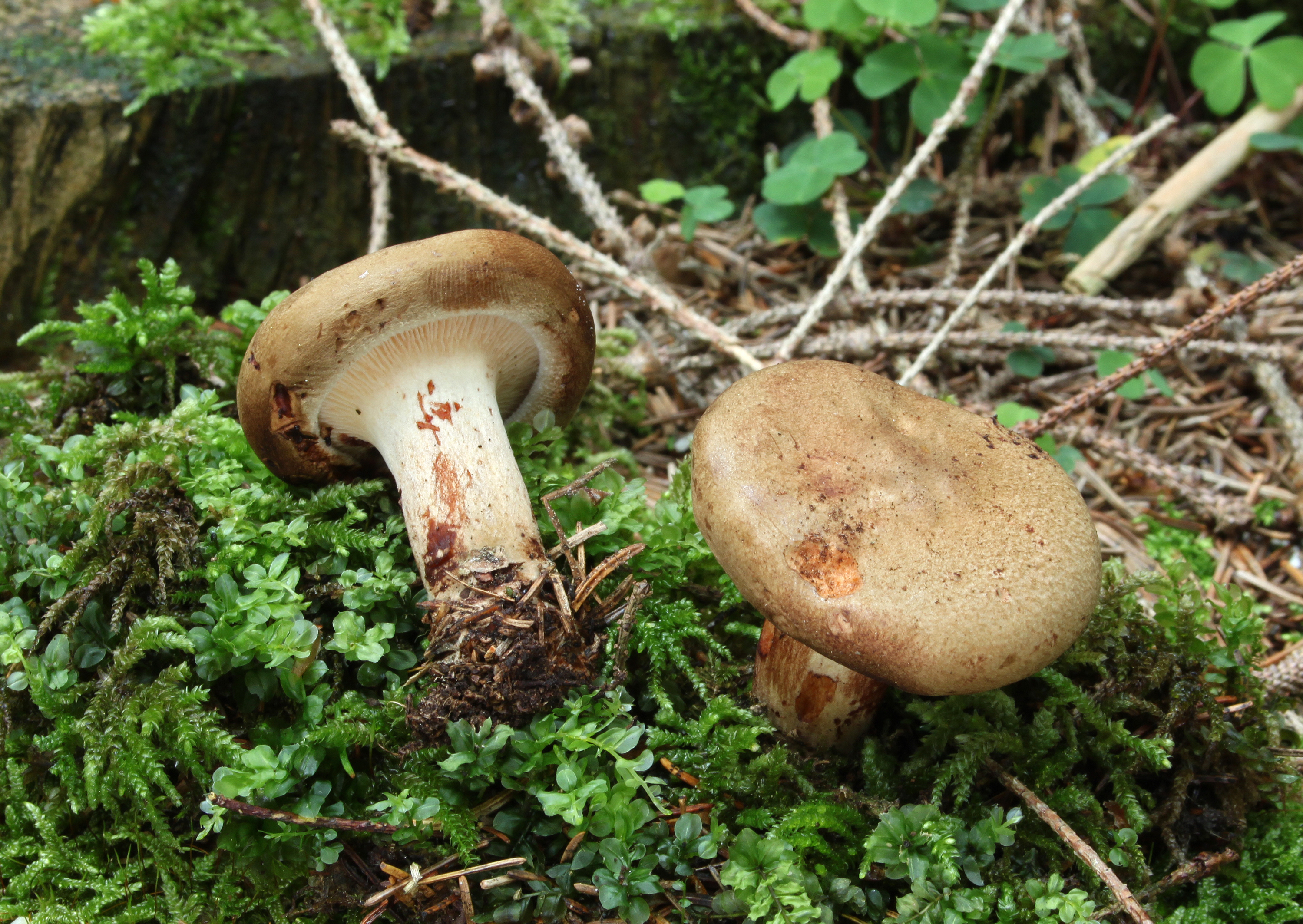
P. involutus tineri
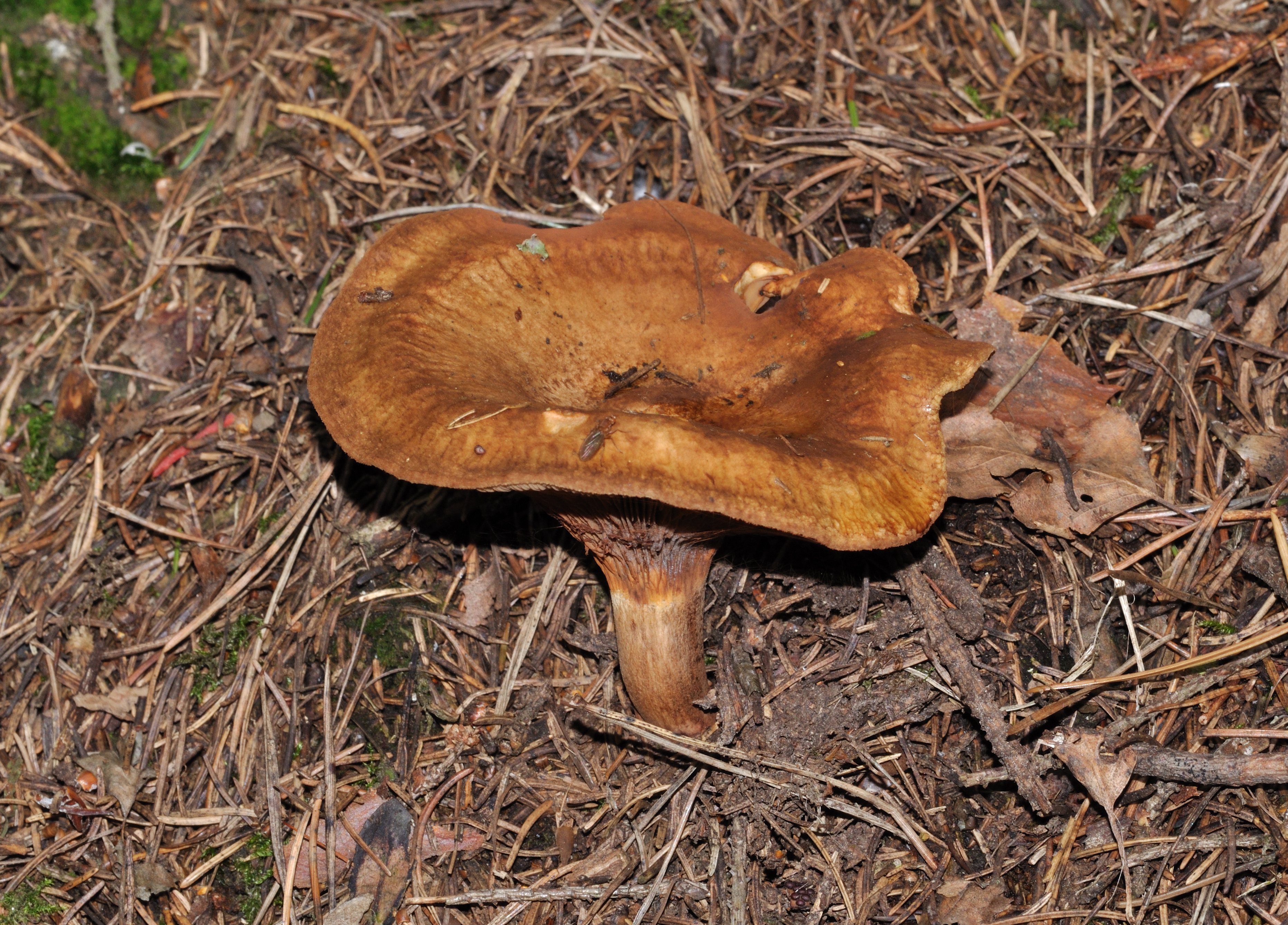
P. involutus bătrân

## Toxicologie

### Comestibil sau otrăvitor?

Involutina, un ciclopentan

Se știe de mult, că ciuperca, consumată crud, este extrem de toxică prin involutina conținută de ea, dar, de asemenea încălzită insuficient, ea poate să provoace intoxicări grave și chiar boli fatale. Totuși, au fost și sunt persoane care au consumat aceasta ciupercă nepățind nimic, tratând-o termic bine, descompunând astfel toxinele ei. Pe timpul Războiului al 2-lea Mondial acest burete, numit în limba germană Brot de Waldes (pâinea pădurii), a salvat multor mii de nemți viața, ferindu-i de foame. În cărțile de ciuperci mai vechi, dar și de exemplu în Handbuch für Pilzfreunde, (Manualul pentru prietenii ciupercilor), vol. I, a lui Michael Hennig se garantează comestibilitatea după o încălzire destul de lungă de 30 de minute pe foc iute. Și în zilele de astăzi, buretele se mai vinde câteodată la piață în țările Europei de Nord, iar în estul Europei se oferă în formă uscată. Pe de altă parte, micologul german Linus Zeitlmayr descrie deja în prima ediție a cărții sale Knaurs Pilzbuch (1953) soiul ca sub diferite premise letal. De ce?

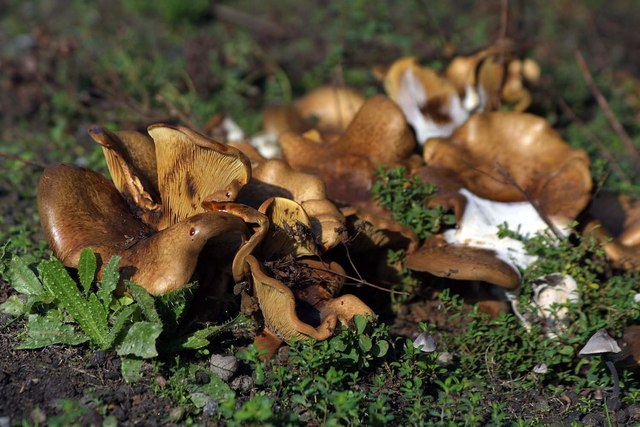
Grup de Paxillus involutus

Până prin anii 1944, s-a crezut ca ciuperca este comestibilă, dar moartea micologului Julius Schäffer (1882-1944) după un repetat consum al buretelui a pus sub semnul întrebării calitățile acesteia și astfel s-a descoperit că este o specie care poate să provoace prin stimularea formării de anticorpi, după ce alergeni potenți intră în sânge peste tractul gastro-intestinal. Adevărata boală foarte periculoasă cauzată de buretele porcesc nu este o otrăvire, ci Sindromul Paxillus, desemnat pentru sensibilizarea corpului față unui antigen fungicid. Acest antigen dizolvă în sânge formarea de anticorpi, acești anticorpi se combină apoi cu antigenele de ciuperci la un complex antigen-anticorp, atașându-se de eritrocite și rezolvând în final celulele roșii din sânge. Acest proces n-are loc după un singur consum, dar  după câteva ori, se ivesc mai întâi simptome ușoare, numai puțin observate, prin urmare însă duce, prin consum repetat, la boli grave precum adesea oară moartea. Antigenul nu este cunoscut până astăzi (probabil este un organism proteinic stabil la căldură).
Alergii asemănătoare pot fi declanșate și de către alte ciuperci ca de exemplu de Tricholoma equestre. În ultima vreme se bănuiește, că chiar și Suillus luteus ar putea provoca efecte similare.

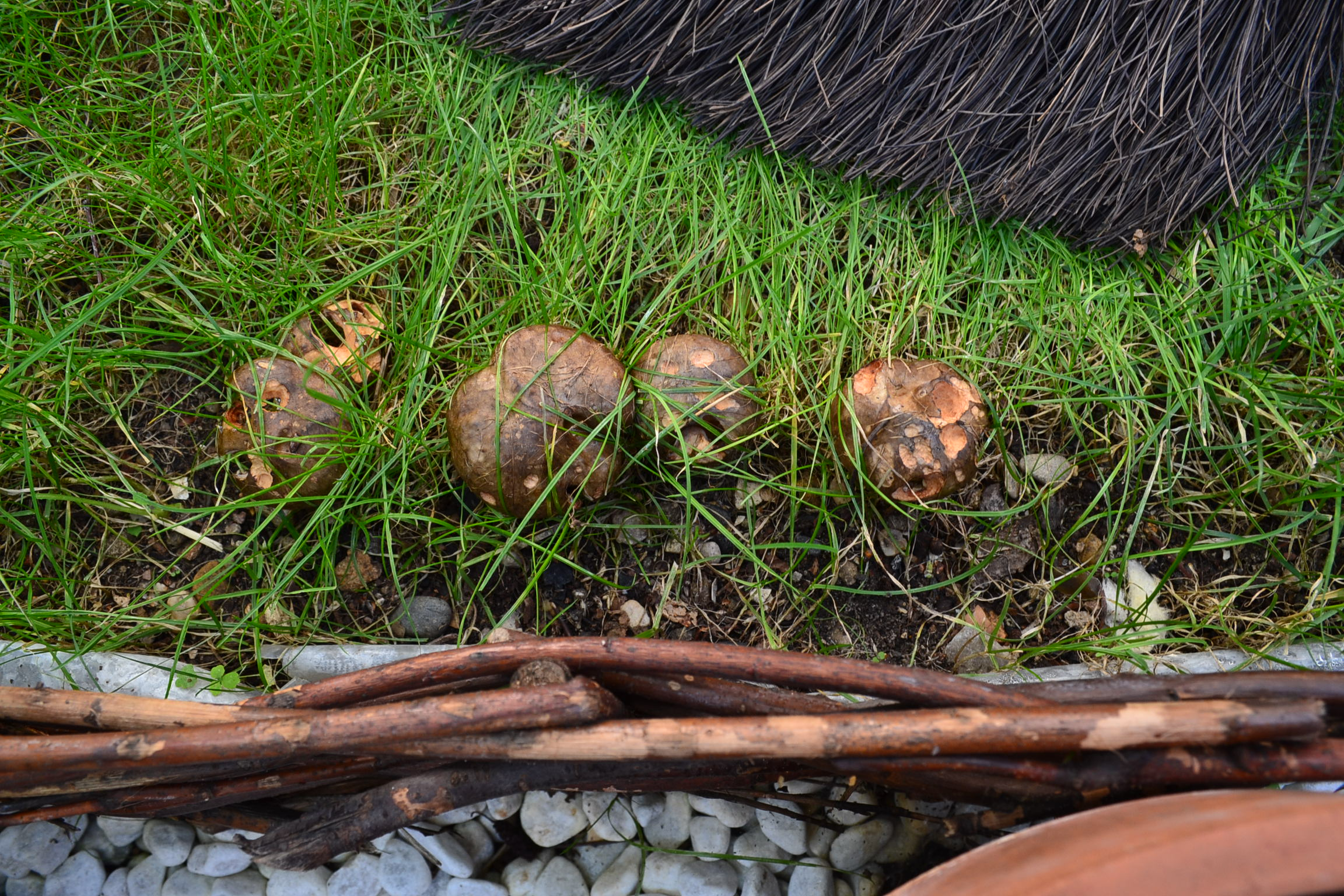
Buretele porcesc: partenerul pădurii

### Simptome
Timpul de latență este de una la două ore.  Procesul distructiv începe cu greață, vărsături, diaree, colici, hipotensiune arterială cu pericol de colaps, apoi apar icter, dureri de rinichi, oligurie (diminuarea cantității sau al producției de urină), anurie (fără excreție urinară). Deja după două ore, celulele roșii din sânge pot începe să se dizolve, mai târziu apar insuficiență renală, tulburări de sângerare, hepatomegalie și, eventual, hidropizie pulmonară. Prognosticul este pesimist pentru acești pacienți: majoritatea mor.

### Concluzie
Poate ajută următoarele  explicații de a rezolva opiniile contradictorii în literatura micologică și toxicologică, pentru că posibilitatea unei intoxicații este evidentă. Astfel, între anii 1967 și 1989, peste 120 de persoane sau otrăvit cu acest Paxillus în fosta RDG. Mai departe, conform unor studii ale Clinicului Universității din Hanovra, aproximativ jumătate din populațiile buretelui porcesc cercetate includ un antigen.
1. Anemia hemolitică imună a avut loc și mai devreme după consumul ciupercii, dar nu a fost recunoscută și, prin urmare, nu este descrisă.
2. Afectate sunt doar persoane care au tendința deosebită de deraiere a sistemului lor imunitar. Această tendință poate fi dezvoltată genetic, sau prin factori care sunt induși prin contaminarea lumii de societatea noastră modernă industrială.
3. Există  populații separate teritorial ale buretelui porcesc, care sunt morfologic identice, diferind însă prin absența sau deținerea acestui antigen. Eventual, varianta purtătoare de antigen (sau mutația) s-a înmulțit și răspândit mai intens decât aceasta fără antigen, astfel Sindromul Paxillus apare mai frecvent. În ultimii ani s-a dovedit, că ciupercile de acest soi care cresc atât în pădurile de foioase cât și în cele de conifere, au caracteristici fizice vizibile, dar la nivel de ADN ele sunt diferite și incapabile de încrucișare.
Decese asociate cu consumul de această ciupercă sunt raportate în principal din Polonia și alte țări est-europene, în ultima vreme și din Elveția.

## Confuzii
Prin aspectul său exterior, specia poate fi confundată cu unele din genul Lactarius, în special cu Lactarius turpis cam iute, letal), dar se deosebește de acesta prin faptul că nu secretă sucul lăptos tipic. Mai departe ea are asemănare cu bureții de același gen ca de exemplu cu Paxillus filamentosus comestibil) Paxillus rubicundulus (otrăvitor), Paxillus obscuroporus (necomestibil), Paxillus validus, Paxillus vernalis (ambii suspecți) sau Tapinella atrotomentosa sin. Paxillus atrotomentosus (nu prea gustos), dar și cu Chroogomphus helveticus sin. Gomphidius helveticus (comestibil), Gomphidius glutinosus (burete gustos), Gomphidius maculatus (comestibil), precum cu Tricholoma acerbum (necomestibil), Tricholoma batschii (otrăvitor, foarte amar), Tricholoma fulvum (necomestibil) Tricholoma terreum (savuros) ori Tricholoma ustale (slab otrăvitor).

## Specii asemănătoare în imagini

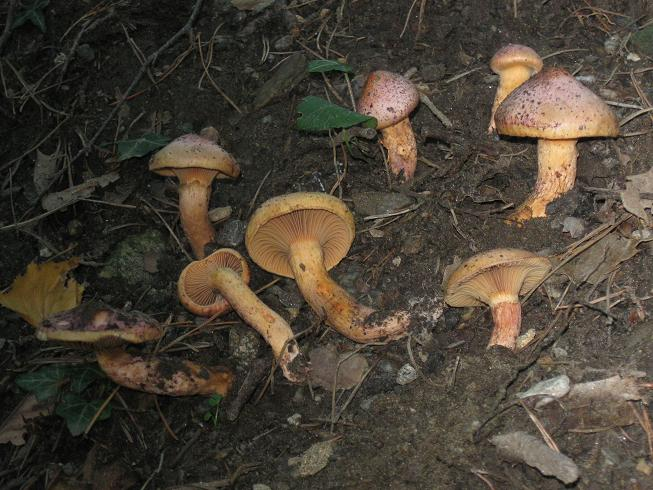
Chroogomphus helveticus
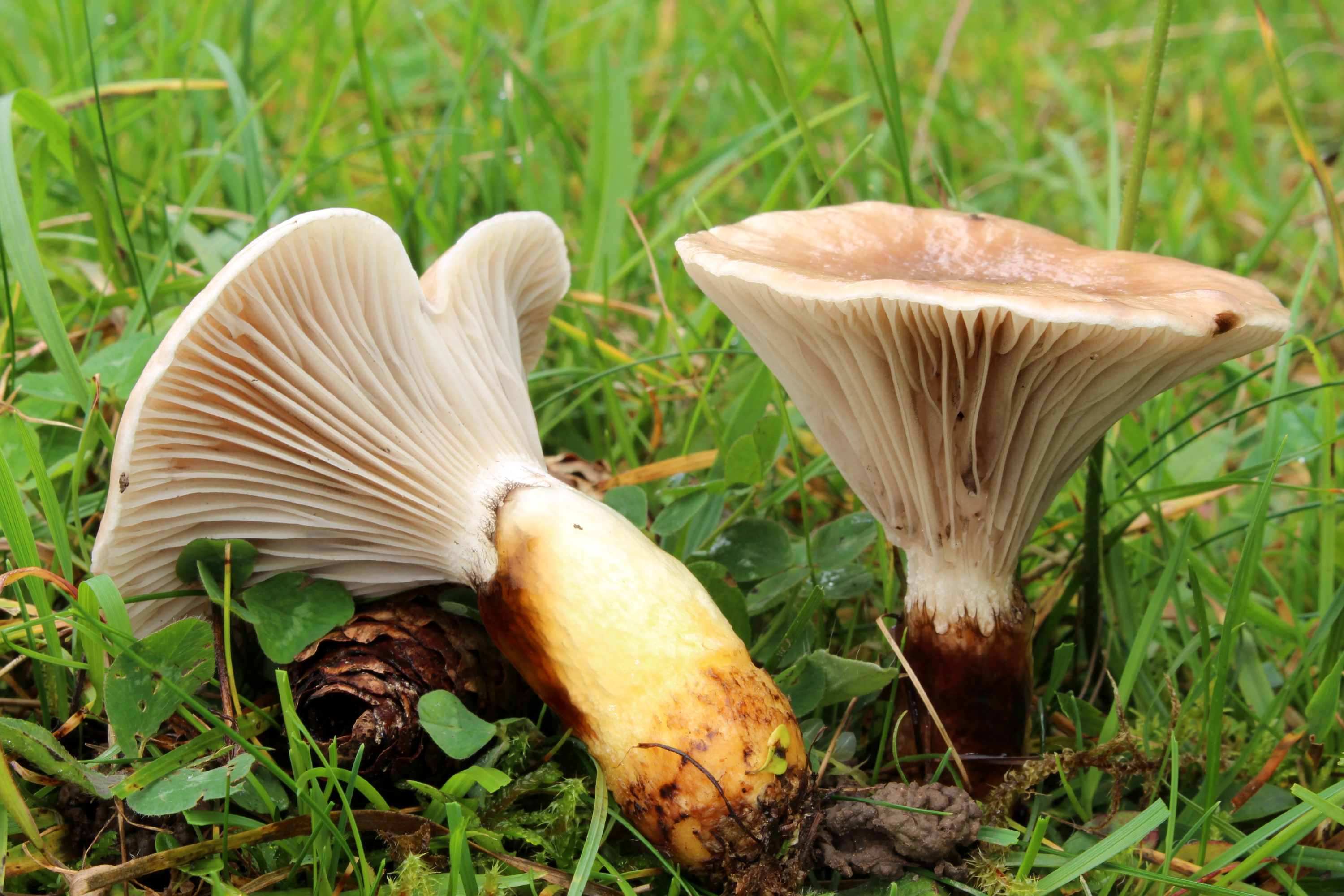
Gomphidius glutinosus
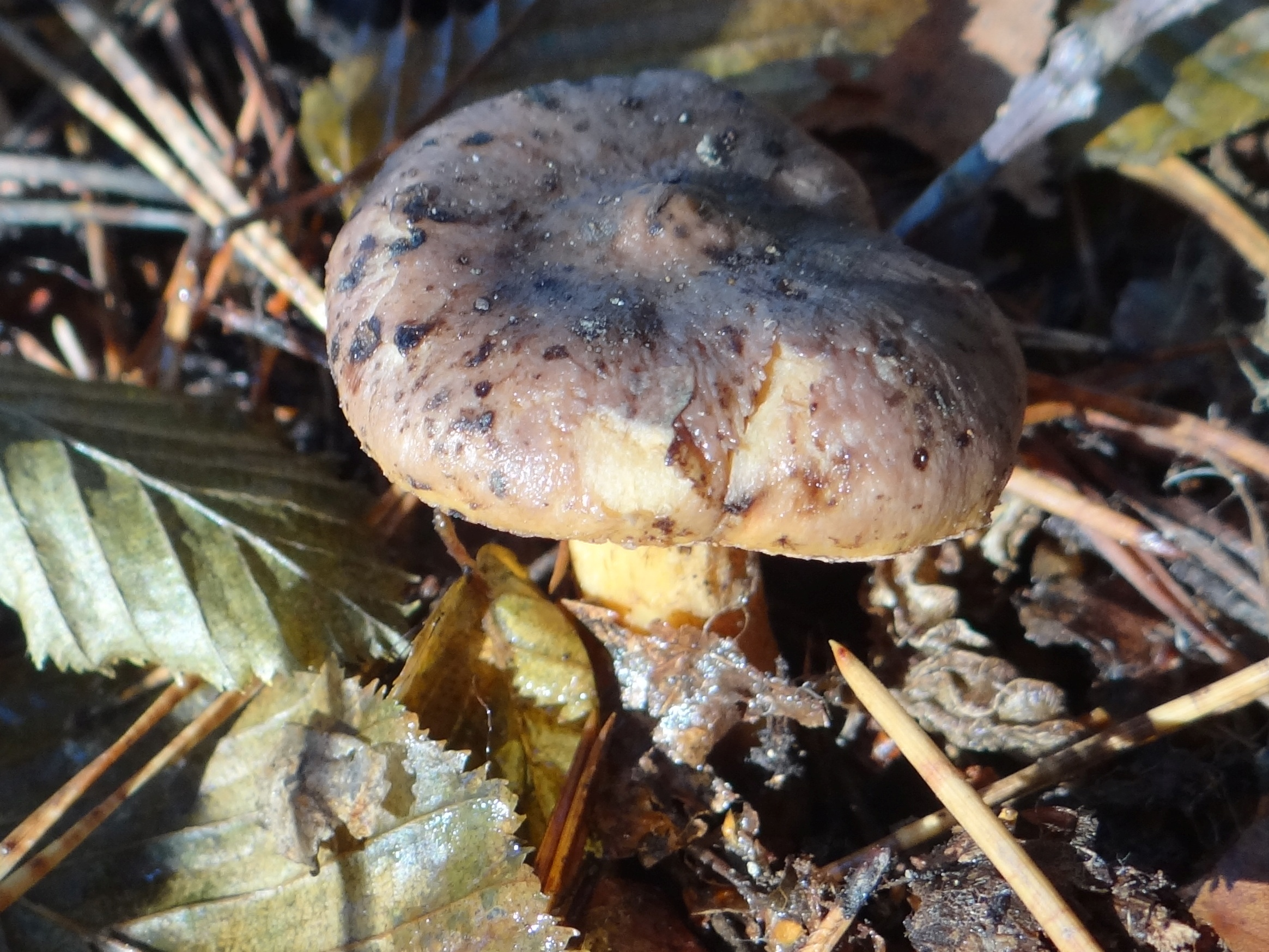
Gomphidius maculatus
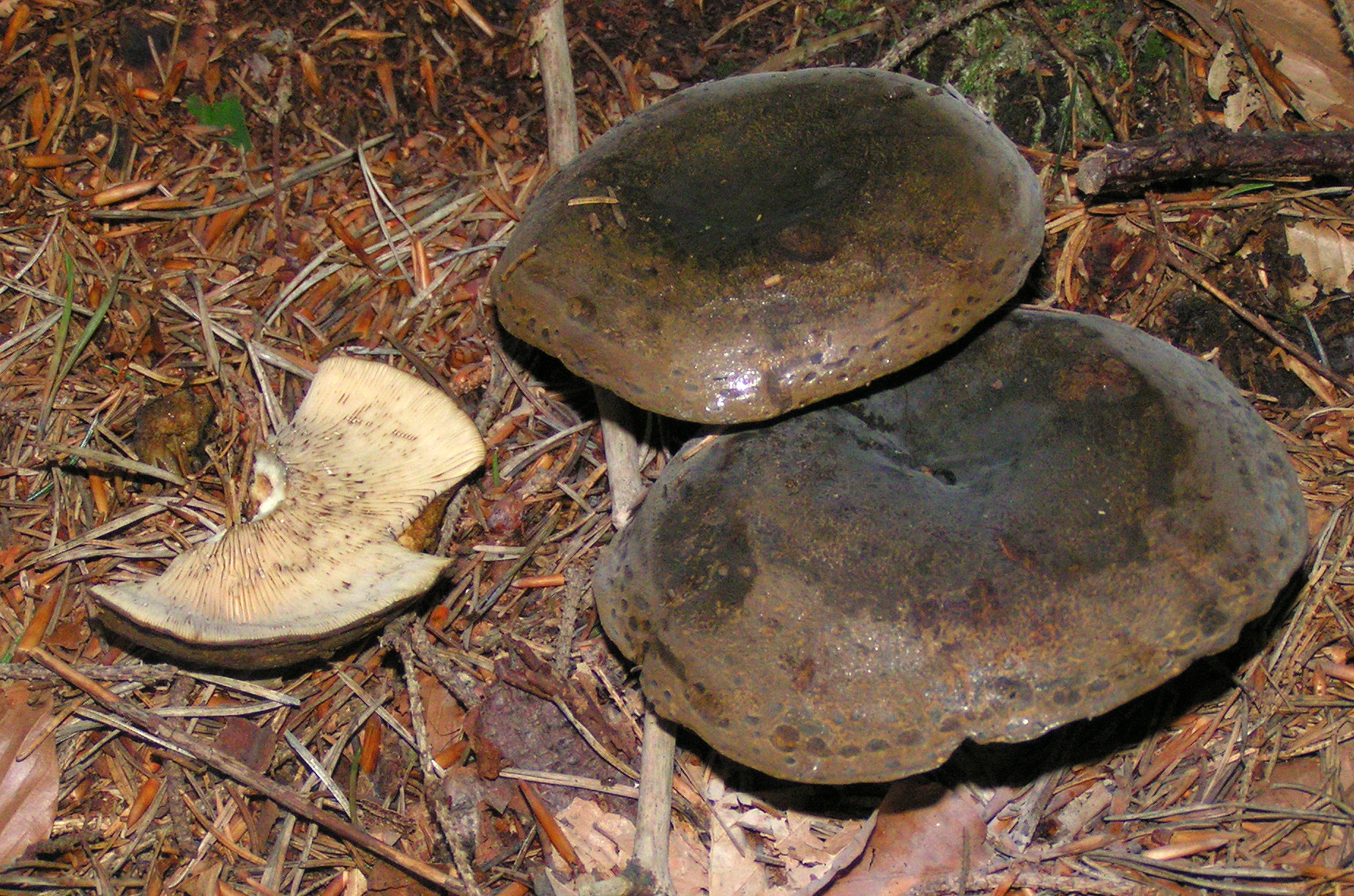
!!!Lactarius turpis!!!
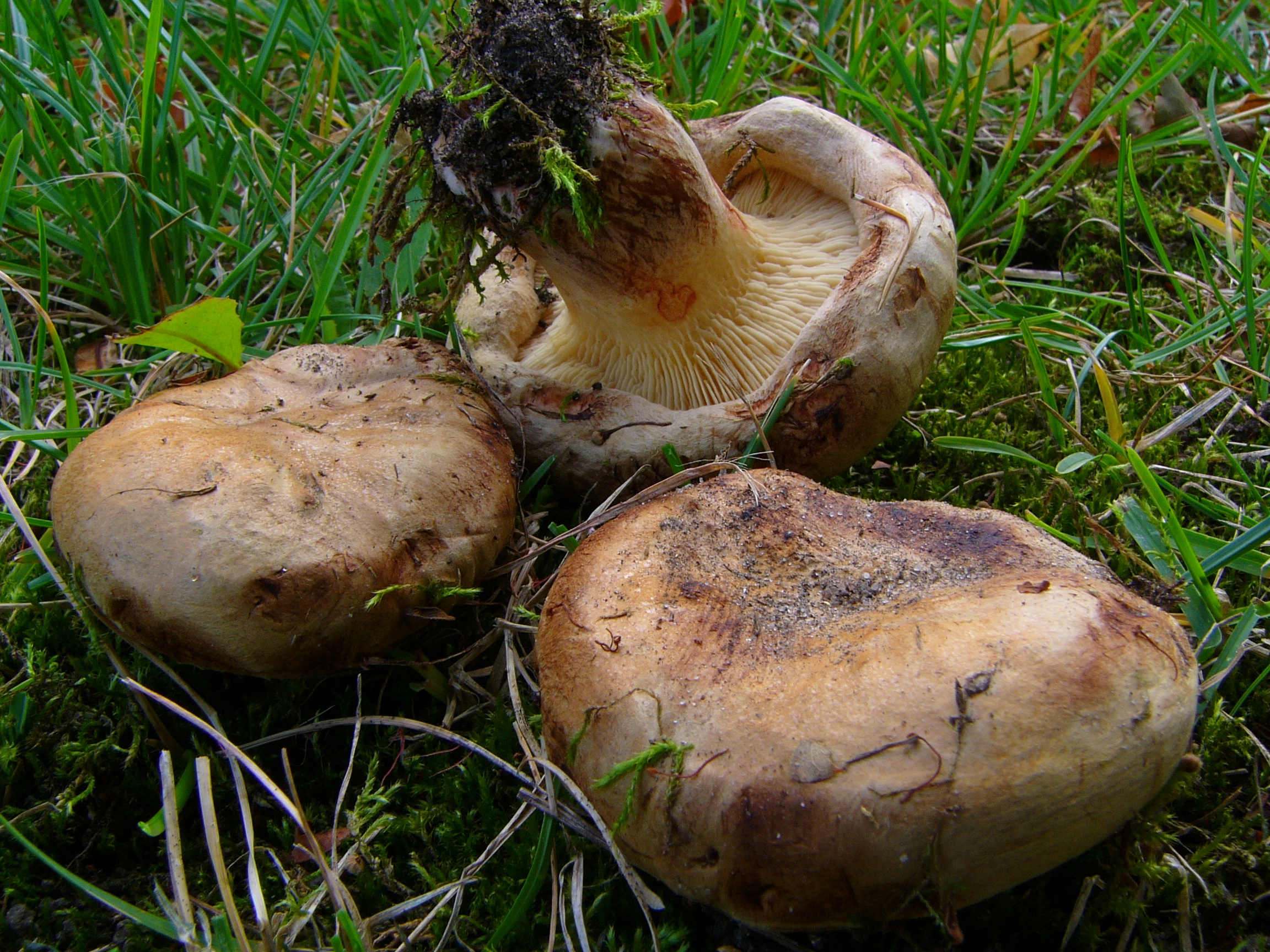
!Paxillus obscuroporus!

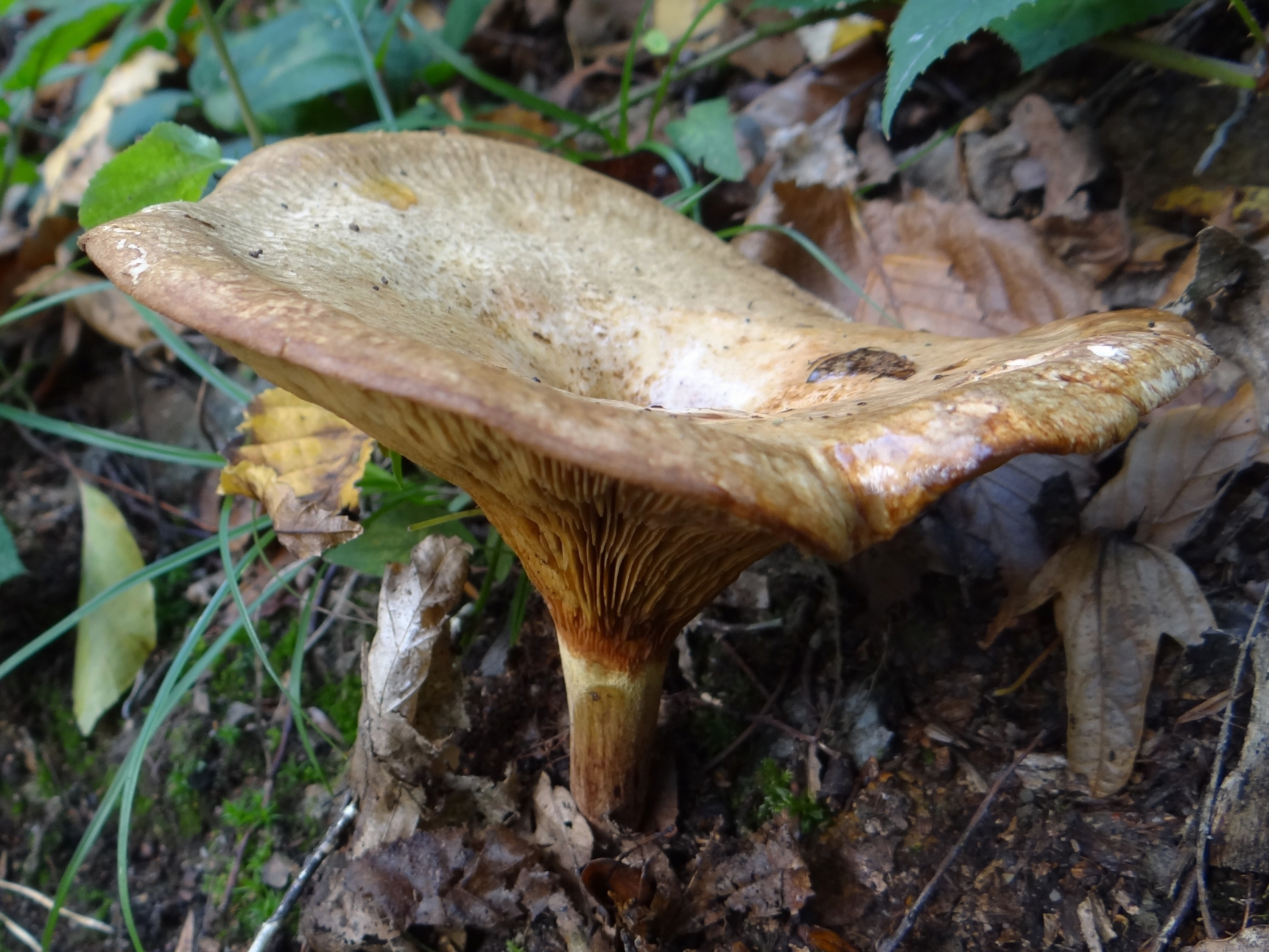
!!Paxilus rubicundulus!!
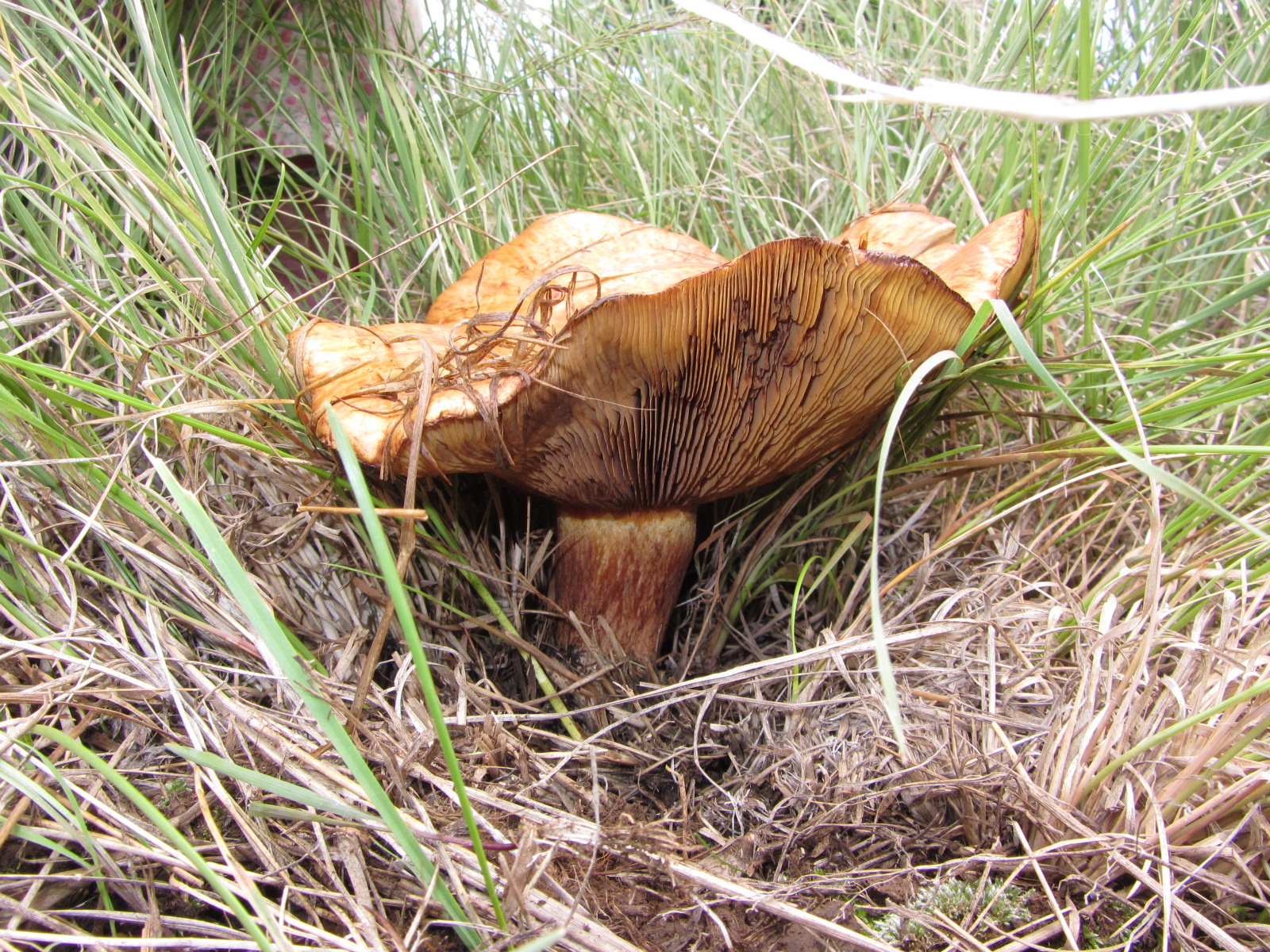
!Paxillus vernalis!
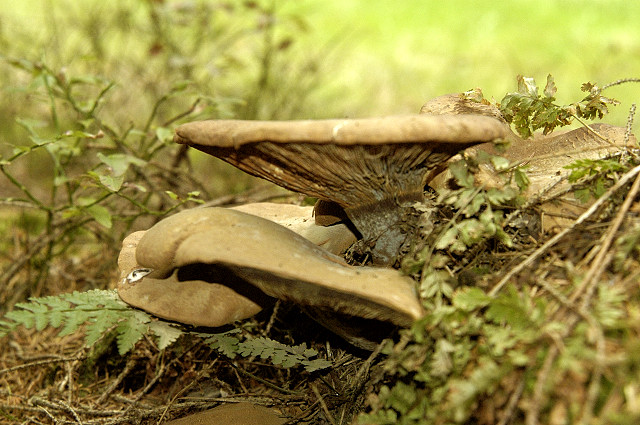
Tapinella atrotomentosa
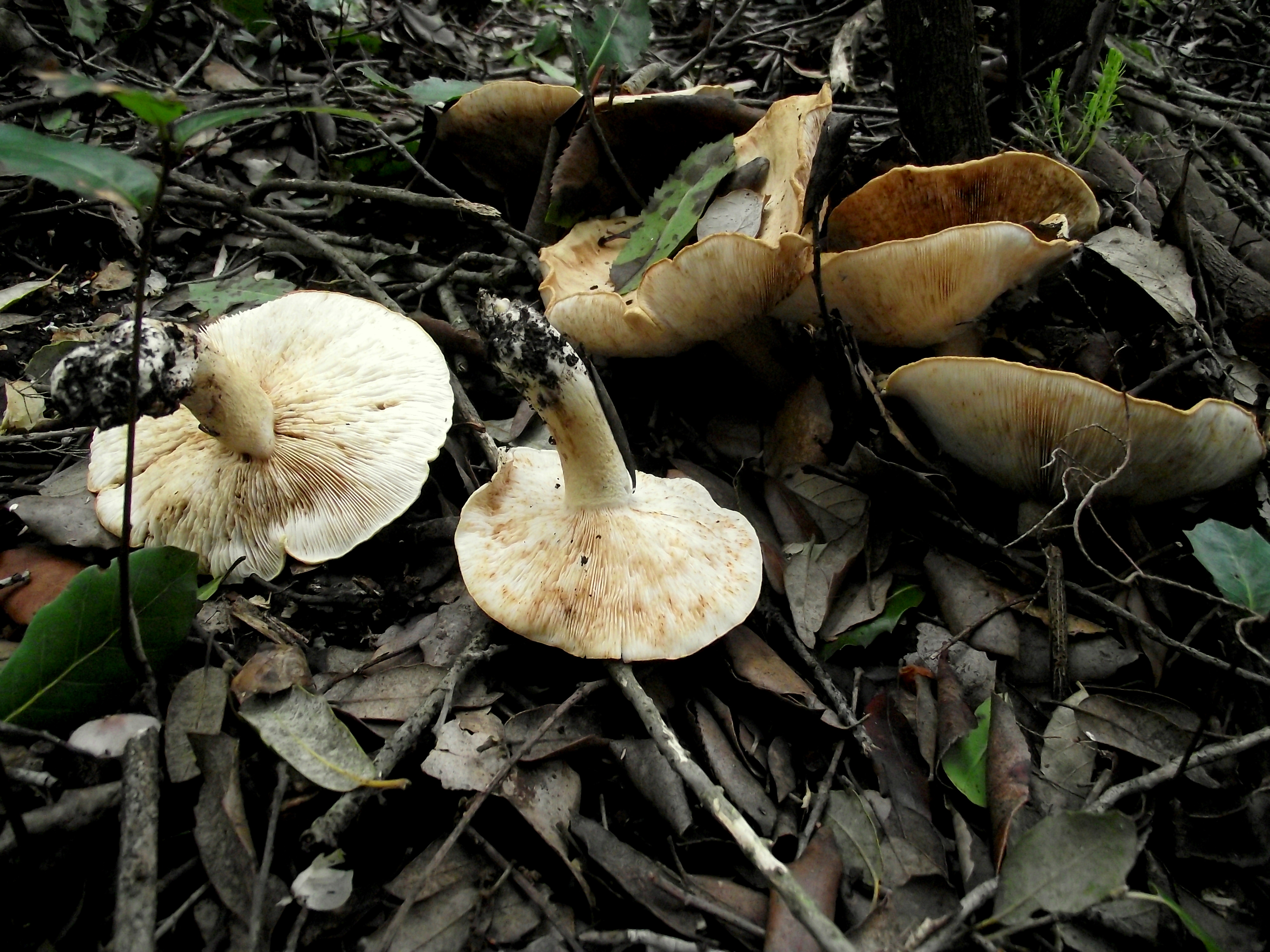
!Tricholoma acerbum!

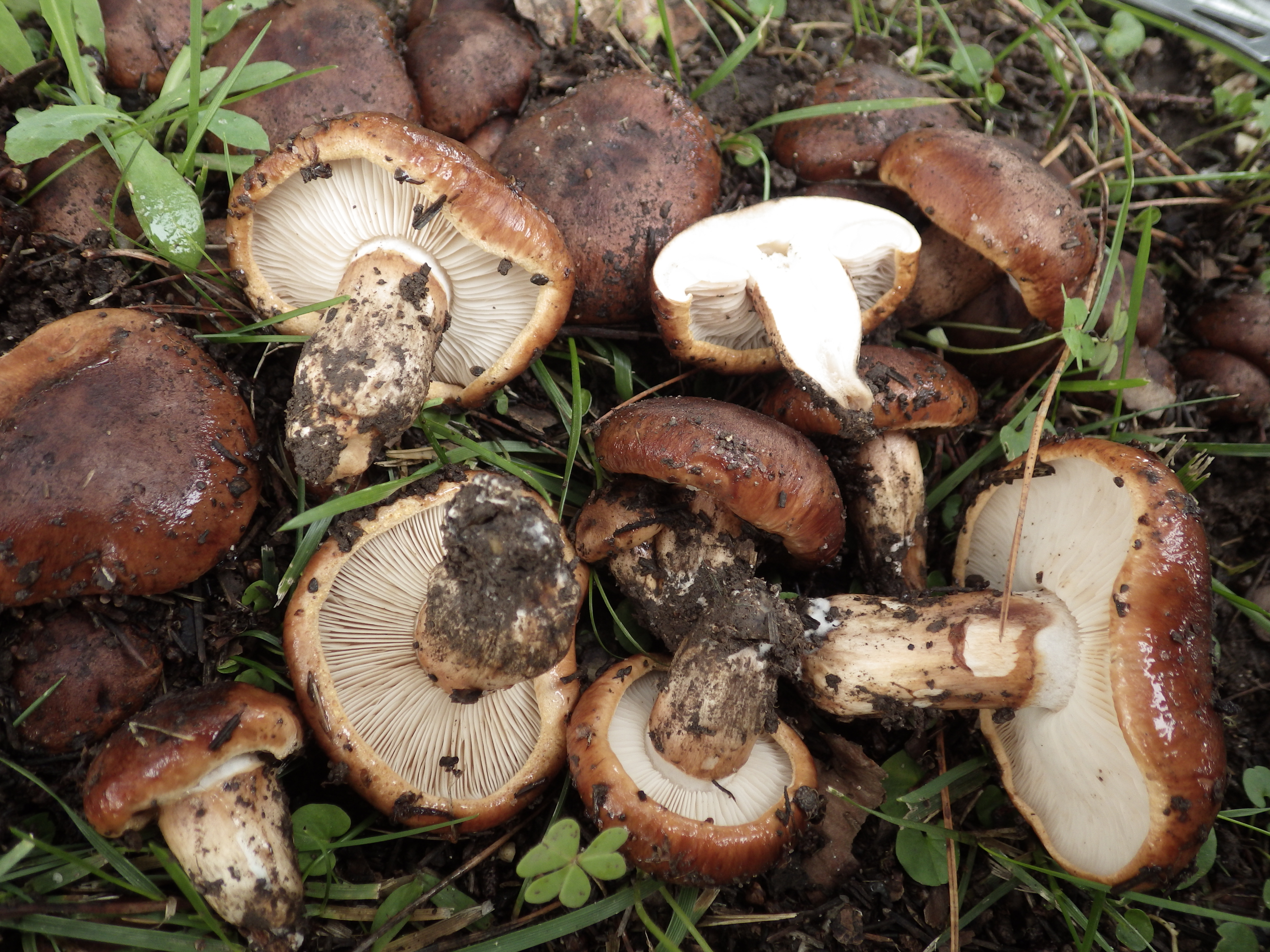
!!Tricholoma batschii!!
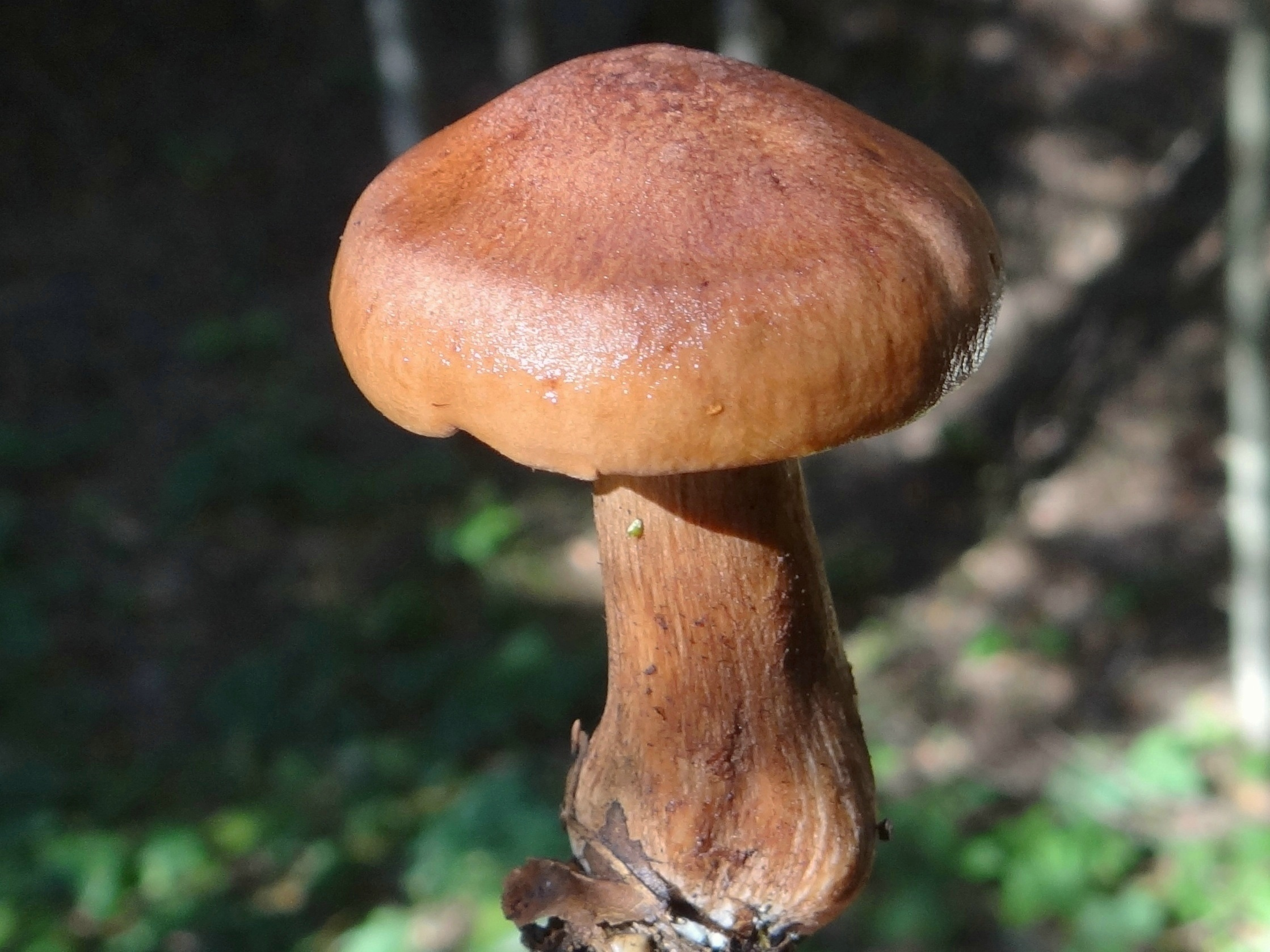
!Tricholoma fulvum!
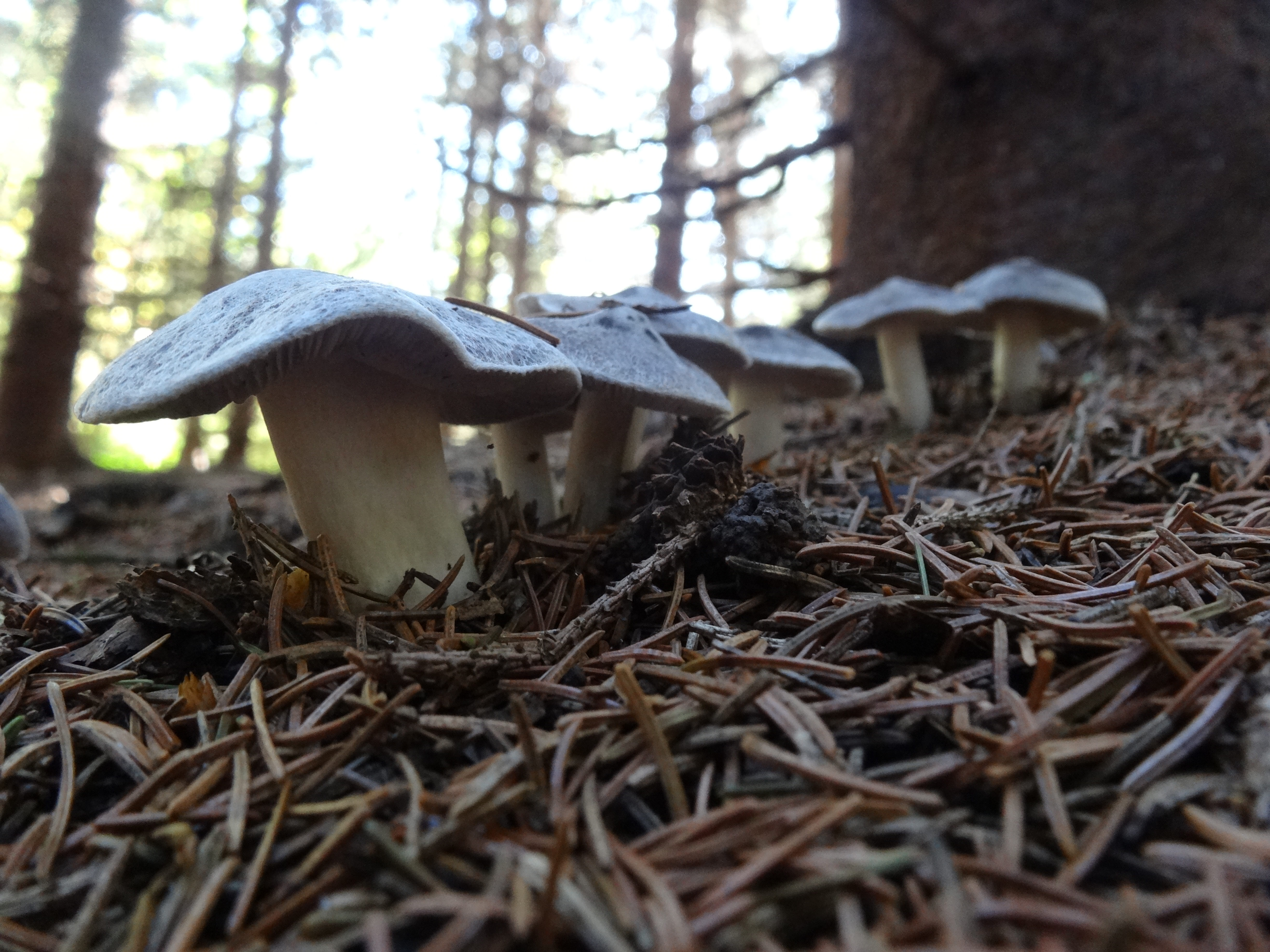
Tricholoma terreum
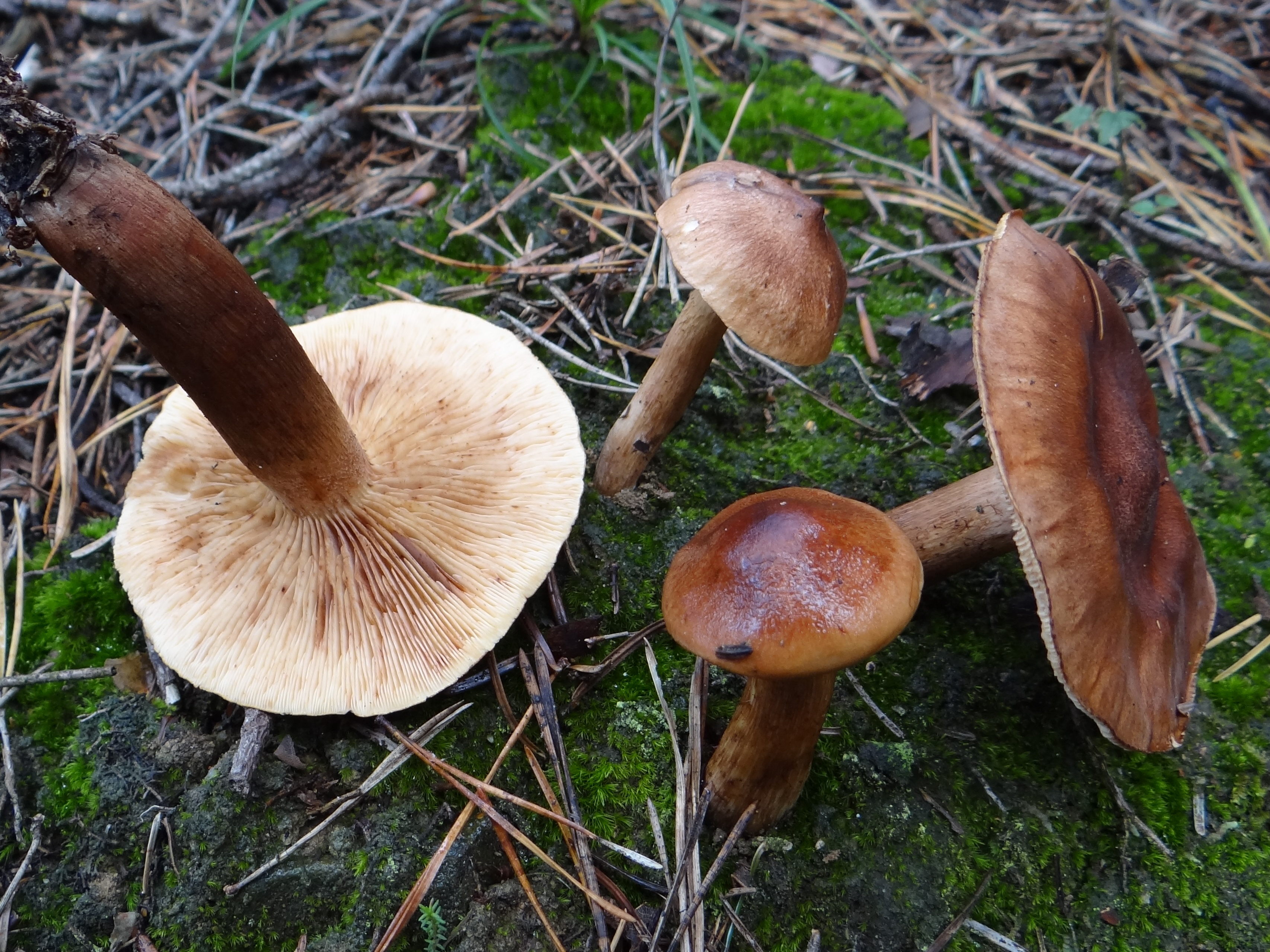
!!Tricholoma ustale!!